# Антонівська сільська рада (Сквирський район)
| Антонівська сільська рада — орган місцевого самоврядування у Сквирському районі Київської області з адміністративним центром у с. Антонів. Водоймища на території, підпорядкованій даній раді: річка Березянка. Сільській раді були підпорядковані населені пункти: - с. Антонів |

## Склад ради
Рада складалася з 12 депутатів та голови.

### Керівний склад ради
| ПІБ                              | Основні відомості                                                             | Дата обрання | Дата звільнення |
| -------------------------------- | ----------------------------------------------------------------------------- | ------------ | --------------- |
| Вірич-Гринчій Олександр Іванович | Сільський голова, 1953 року народження, освіта, безпартійний                  | 26.03.2006   | 31.10.2010      |
| Вірич-Гринчій Олесандр Іванович  | Сільський голова, 1953 року народження, освіта середня загальна, безпартійний | 31.10.2010   |                 |

Примітка: таблиця складена за даними джерела